# 荘厳ミサ曲 (ベルリオーズ)

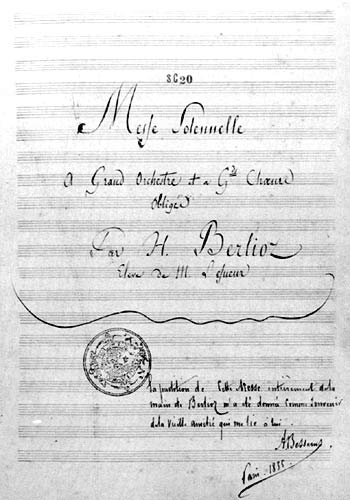
ベルリオーズによる自筆譜の表紙

『荘厳ミサ曲』（そうごんミサきょく、フランス語:  Messe solennelle ） 作品20 H.20は、フランスの作曲家エクトル・ベルリオーズが1824年に作曲したミサ曲である。本作はベルリオーズ本人によって作品としての価値がないものとして「レスルレクシト」以外は破棄されたと考えられていたが、1991年にベルギーのアントウェルペンの聖カルロス・ボロメウス教会でフランス・モールスによって発見された。

## 概要

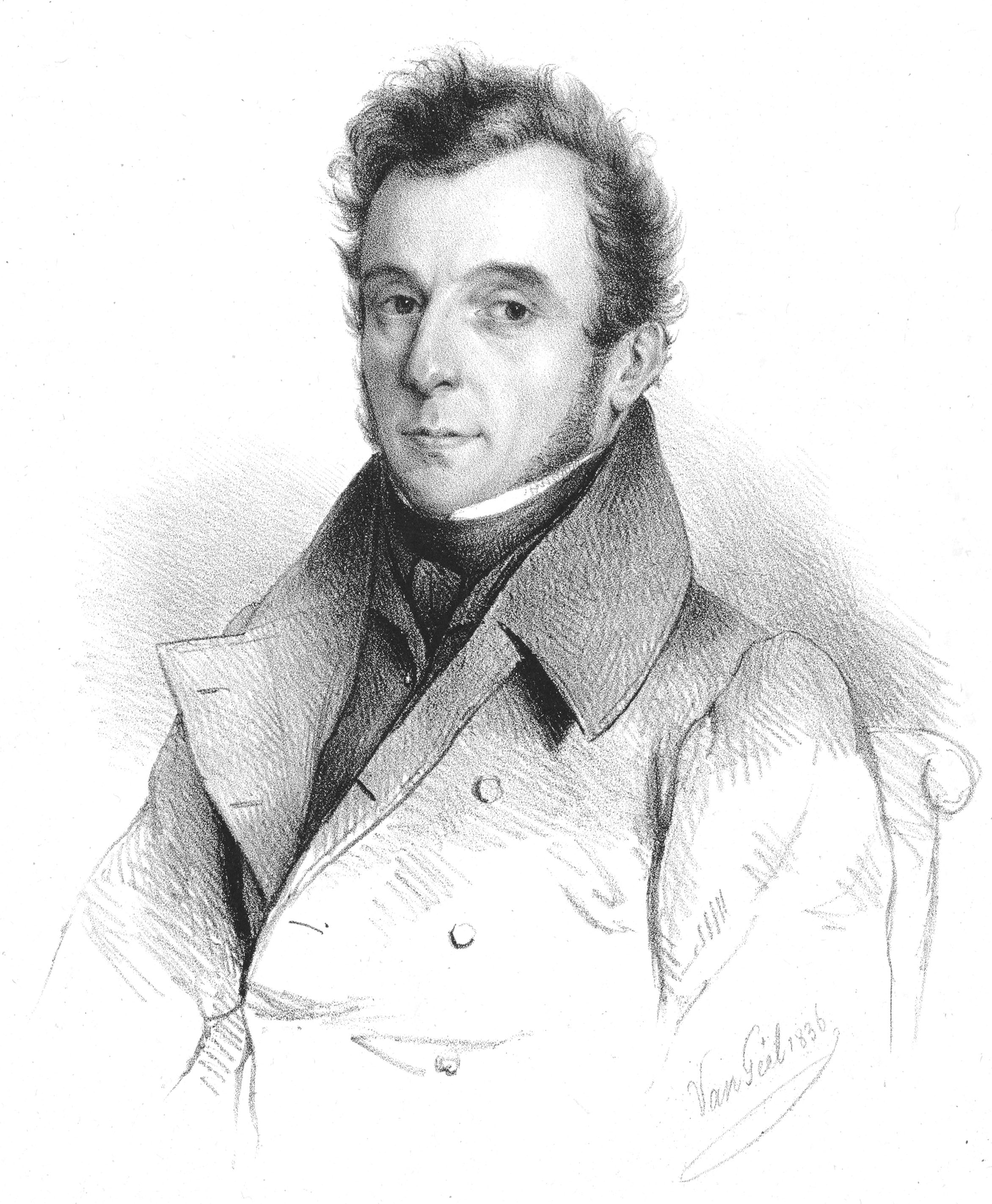
アンリ・ヴァレンチノ

ベルリオーズは『荘厳ミサ曲』、『レクイエム』、『テ・デウム 』、『タントゥム・エルゴ』、『ヴェニ・クレアトール』の5曲のカトリックの典礼音楽を作曲している。その最初のものである本作は、1825年 7月10日にパリのサン・ロッシュ教会にてパリ・オペラ座のアンリ・ヴァレンチノの指揮によって初演された。これはベルリオーズにとって最初の成功だった。1827年 11月22日にもサン・トゥスターシュ教会にて再演されたが、この時はベルリオーズ自身が指揮した。

### 甦演

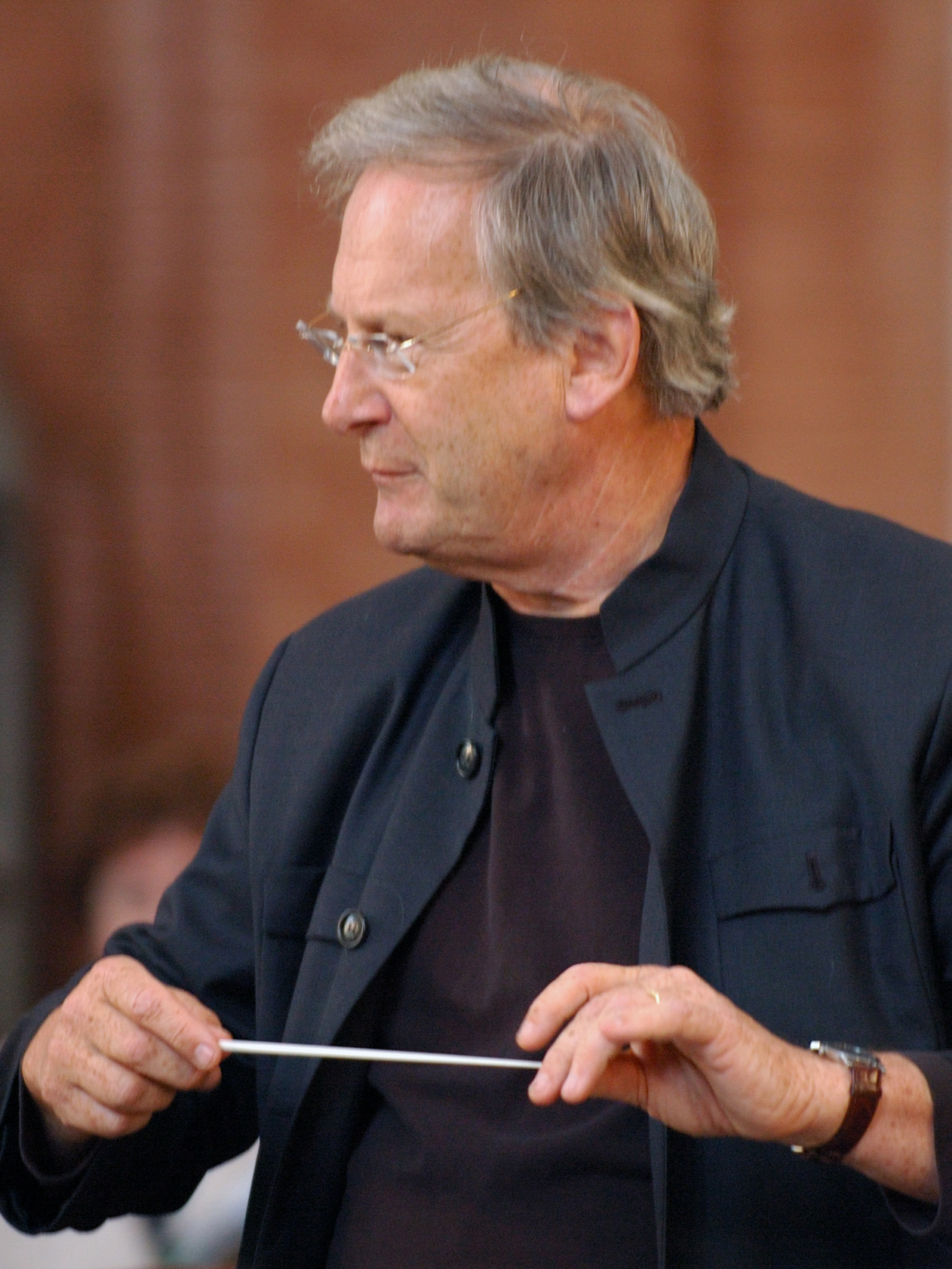
ジョン・エリオット・ガーディナー

1993年 10月3日にブレーメンの聖ペトロ教会で本作の甦演が ジョン・エリオット・ガーディナーの指揮のもとオルケストル・レヴォリューショネル・エ・ロマンティックとモンテヴェルディ合唱団ほかによって行われた。当時の演奏の準備状況についてガーディナーは次のように語っている「作曲者自身によって破棄された作品を甦演する場合は、責任はすべてわれわれ演奏家の側にある。－中略―最初のリハーサルにおいて普段なじみのない曲に対してもめったに困惑することのないモンテヴェルディ合唱団がこの作品の風変わりなリズムとメロディに戸惑いを示し、また不規則な長さのフレーズにも面喰ってしまったのである。また、オルケストル・レヴォリューショネル・エ・ロマンティックのほうも当初はこの新しいミサ曲を古臭く、支離滅裂であり、技法的にもぎこちなく、退屈なものと見なしたのであった」。しかし、演奏家が一堂に会するようになると本作が「当時前途有望の作曲家であったベルリオーズその人らしいものだと思われ始めた」のであった。
一方、ジャン＝ポール・プナンはベーレンライター出版社はユネスコとフランス大統領府の後援のもとに『荘厳ミサ』の世界初録音を1993年10月7日ヴェズレーのサント＝マドレーヌ大聖堂にて行い、ラジオ放送番組の「フランス・ミュジック」とテレビ放送用にも使われ、その後はラ＝コート＝サン＝タンドレでのベルリオーズ音楽祭やブエノスアイレスのコロン劇場など欧米各地でこの作品を指揮した。

### 楽曲
英国の音楽学者ヒュー・マクドナルドは「本作はル・シュウールとケルビーニのミサ曲を規範としている。この2人の作曲家は1820年代にテュイルリーのシャペル・ロワイヤルの音楽監督を務めていた。ベルリオーズはケルビーニと同様に〈奉納のモテット〉と〈オー・サルターリス〉を挿入し、2人の大家に倣って〈ドミネ･サルヴム〉で締めくくっている」と解説している。 
ガーディナーは「この『荘厳ミサ曲』の価値は、作品そのものが持っている固有の特質や魅力にあるのではなく、以後のベルリオーズのすべての音楽を比較判断することのできる基線・参照点といったものを初めて与えたという点にあると言える。－中略―多くを期待できないような音楽上の「種子」からいかに多くの素晴らしい楽想が湧き出していることか、そして20歳の青二才の作曲家ベルリオーズがいかに大胆な創造力に溢れ、鮮やかなまでに独創的であることか。なんという冒険家であり、なんという不敵さなのであろう」と評している。ベルリオーズは元々医学生であり、ル・シュウールの元で音楽を学び始めて2年たらずでこの曲は作曲された。

## 編成
- 声楽: ソプラノ、テノール、バス、混声合唱

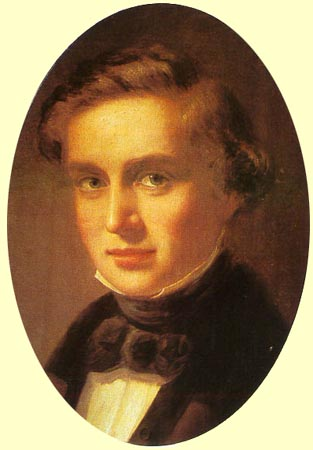
少年時代のベルリオーズ

- 木管楽器:フルート2、ピッコロ（任意）、オーボエ2、クラリネット2、 ファゴット4
- 金管楽器:ホルン4、トランペット4、トロンボーン3、ビュサン（英語版）またはオフィクレイド、セルパン
- 打楽器:ティンパニ、シンバル、 タムタム
- その他:弦五部、ハープ （任意）

## 楽曲構成

### 序奏
ニ長調による簡潔な管弦楽による前奏。

### キリエ
ニ短調。〈キリエ〉の部分はフーガになっており、主要主題は後に『レクイエム』の〈オッフェルトリウム〉のフーガとして改作される。〈クリステ〉の部分はいっそう牧歌的な旋律がフルートとクラリネットによって奏されるが、途中何度か劇的な叫びが挿入される。『ファウストの劫罰』の原型が聴かれる。〈キリエ〉への回帰の部分は速度と音量が増していき、勝利感に包まれる。

### グローリア
ト長調。3つの楽章に分かれている。第1部は「我ら主を褒め称え」の言葉に与えられた2番目の主題がオペラ『ベンヴェヌート・チェッリーニ』の謝肉祭の場面の序曲『ローマの謝肉祭』に転用された。

### グラーティアス
ホ長調。静かな長い無伴奏の主題が流れるが、これは後に『幻想交響曲』の〈野の情景〉で再利用される。全体の雰囲気は静かなもので、長い管弦楽のコーダでは深い平安の気分が示される。

### クオニアム
イ長調。ベルリオーズ自身が「忌まわしいフーガ」と批判的だった。しかし、この曲は極めて多様性に富んだもので、声部間を手際良く織り重なっていく対照的な主題を持っている。

### クレド
ハ短調。テキストは4つの楽章に分かれている。この章はバスのソロに当てられているが、〈レスルレクシット〉でクライマックスに達する。

### インカルナトゥス
ハ短調。ソプラノとバスの2重唱のための牧歌的な楽章。

### クルチフィクスス
ハ短調。劇的な章で、恐怖と苦悩の感情を引き起こす。キリストの死と埋葬の暗さの中から弦と木管によるニ長調の光明が立ち昇って、次章に直接つながる。終結部に『クレオパトラの死』における毒蛇を先取りしているような表現があり、肉体から離れて昇天するキリスト魂を表すヴァイオリンの音型が注目される。

### レスルレクシト
変ホ長調。全曲中で最も長いこの楽章はキリストの昇天と復活についての描写から始まるが、これは後に『テ・デウム』に転用された〈クリステ、レクス・グローリエ〉の後に、突如として『レクイエム』の〈トゥーバ・ミルム〉となり、トランペットのファンファーレが最後の審判を告げる。これは後の『レクイエム』で大幅に拡大されることになる。終結部ではテンポを上げ、広がりのある展開となるが、この部分は『ベンヴェヌート・チェッリーニ』で再利用されることになった。「レスルレクシト」（主はよみがえり、1828年）は後に改訂版が作成された。

### 奉納のモテト
ト長調。この章のテキストはミサの典礼文にはなく、『出エジプト記』の15章からとられている。やや形式的で古風ではあるが、「恐ろしい」という言葉のところでは突如として劇的な旋律を示す。

### サンクトゥス
ホ短調およびホ長調。再び生気溢れる楽章となり、「天のいと高きところにホザンナ」のところにはユニゾンのフレーズの連なりが単純かつ効果的な筆致を示す。

### オー・サルターリス
ニ長調。軽やかな3声のソプラノが平穏な単純さを持ったメロディを歌い始める。最後にはハープが加わり、心地よい劇音楽的色彩が添えられる。

### アニュス・デイ
ト短調。全曲の中で最も素晴らしい曲の中の一つ。テノール独唱が加わる。『テ・デウム』の「テ・エルゴ・クェセムス」に転用されたが、メロディの扱いはベルリオーズ独自のものである。

### ドミネ・サルヴム
ニ短調およびニ長調。この章もミサの典礼にはない部分で、この時代のフランスのミサ曲の終結部として慣例的に用いられていたものである。テノールとバスがオーケストラに支えられながら、極めて力強い性格を持って主導し、輝かしい勝利感をもって全曲は閉じられる。

## 演奏時間
約55分

## 主な録音
| 年   | 指揮者                           | 管弦楽団 合唱団                                                               | 独唱 ソプラノ テノール バス                                      | レーベル |
| ---- | -------------------------------- | ----------------------------------------------------------------------------- | ---------------------------------------------------------------- | --- |
| 1993 | ジャン＝ポール・プナン           | クラクフ国立フィルハーモニー管弦楽団 クラクフ国立フィルハーモニー合唱団       | クリスタ・ファイラー ルーベン・ヴェラスケス ジャック・ペローニ   | CD: Accord ASIN: B000004CF9 世界初録音 1993年10月7日にヴェズレーのサント＝マドレーヌ大聖堂におけるライヴ。                      |
| 1993 | ジョン・エリオット・ガーディナー | オルケストル・レヴォリューショネル・エ・ロマンティック モンテヴェルディ合唱団 | ドナ・ブラウン ジャン=リュック・ヴィアラ ジル・カシュマイユ      | CD: Philips ASIN: B00TG0BSOW DVD: Philips ASIN: B0000CD85U 1993年10月12日にロンドンのウエストミンスター大聖堂で行われたライヴ。 |
| 1994 | レイリー・ルイス                 | ローザ・ラモロー ジーン・タッカー テリー・クック                              | ワシントン・ナショナル・カテドラル・コーラル・ソサイエティ       | CD: Koch ASIN: B000001SGF 北米初録音                                                                                            |
| 1995 | 加奈井洋介                       | 東京メモリアル・オーケストラ JCA合唱団                                        | 独唱者：不詳                                                     | CD: アルファレコード ASIN: B00005GI8Z 日本初録音                                                                                |
| 2019 | エルヴェ・ニケ                   | ル・コンセール・スピリチュエル 管弦楽団および合唱団                           | アドリアナ・ゴンサレス ジュリアン・ベール アンドレアス・ヴォルフ | CD: NAXOS ASIN: B07YTF5W5R ヴェルサイユ宮殿旧王室礼拝堂でのライヴ。                                                             |